# ファイアリー・クロス礁飛行場
ファイアリー・クロス礁飛行場は、南沙諸島のファイアリー・クロス礁を埋め立てた人工島に中華人民共和国が建設した飛行場。ファイアリー・クロス礁は中華人民共和国、中華民国（台湾）、ベトナムによって領有権が主張されており、中華人民共和国が実効支配を行っている。

## 歴史
- 2014年8月 - 埋め立て開始[1]
- 2015年1月 - 滑走路の建設開始[1]
- 2016年1月2日 - 中国政府が「空港は既に完成している」「民間機による試験飛行を行った」と発表。これに先立ち、ベトナム外務省が抗議を行った[2]。
- 2016年1月6日 - 中国政府によって徴用された民間機（中国南方航空のエアバスA319、海南航空のボーイング737）が海口美蘭国際空港から試験飛行のために飛来し、同日のうちに海口へ戻った[3]。

## 設備
幅60メートル (200 ft)、長さ3,160メートル (10,367 ft)の滑走路が1本ある。
レーダー・通信施設、格納庫、ミサイルシェルター、砲台、弾薬庫と指摘される地下貯蔵施設の存在が確認されている。

## 運用
2022年10月、KJ-500早期警戒管制機が駐機していることが確認されている。